# Kurt Daluege
Kurt Daluege (Kreuzburg, 15 de septiembre de 1897-Praga, 24 de octubre de 1946) fue un oficial y criminal de guerra nazi que ostentó el mando de la policía uniformada nacional. Veterano de la Primera Guerra Mundial, se unió al Partido nazi a temprana edad y desde sus inicios ocupó puestos de responsabilidad en la jerarquía nazi. Durante la Segunda Guerra Mundial fue destinado al Protectorado de Bohemia y Moravia, donde se hizo con las riendas de la administración alemana tras el asesinato de Reinhard Heydrich. Durante ese tiempo fue responsable de la dura represión contra la población checa. Tras el final de la contienda, fue extraditado a Checoslovaquia, juzgado por crímenes de guerra y ejecutado en 1946.

## Biografía

### Primeros años y carrera
Daluege, hijo de un funcionario estatal prusiano, nació en una pequeña ciudad de la Alta Silesia, Kreuzburg, el 15 de septiembre de 1897. Entró en el Ejército Imperial Alemán en 1916 y sirvió en 7.º Regimiento de Guardia, en el Frente Oriental. En octubre de 1917 asistió a un curso de entrenamiento para oficiales en Doberitz. Durante su servicio en el Frente Occidental, fue gravemente herido en la cabeza y el hombro. Fue hospitalizado y posteriormente declarado incapacitado en un 25 %. Daluege fue condecorado con la Cruz de Hierro de 2.ª Clase (1918) y la Insignia del Herido (1918).
Tras el final de la Primera Guerra Mundial, Daluege se convirtió en líder del Selbstschutz Oberschlesien (SSOS), una organización de veteranos de guerra de la Alta Silesia que se creó para luchar contra los polacos en esa región. Durante esta época combatió contra las milicias polacas de la zona. En 1921 también estuvo muy activo en el Freikorps «Rossbach», mientras realizaba estudios de ingeniería en la Universidad Técnica de Berlín; finalmente obtuvo el título de ingeniero civil. Dos años después se unió al Partido Nazi (NSDAP) y le fue asignado el número 31 981. En 1926 se unió a la Sturmabteilung (SA), convirtiéndose con el tiempo en líder de las SA en Berlín, y luego en adjunto del Gauleiter —o líder del partido— de Berlín, Joseph Goebbels. A lo largo del periodo 1926-1929, Daluege lideró la sección de Berlín-Brandeburgo de la SA.

### Carrera en las SS
En julio de 1930, de acuerdo con los deseos de Hitler, Daluege abandonó las SA y se unió a la Schutzstaffel (SS) con el rango de SS-Oberführer y como miembro de las SS número 1119; Su principal responsabilidad pasó a ser espiar tanto a las SA como a los oponentes políticos del Partido Nazi. La sede de Berlín de las SS fue colocada estratégicamente en la esquina de Lützowstraße y Potsdamerstraße, frente a la sede de las SA.
En agosto de ese año, cuando el líder de las SA de Berlín Walter Stennes y sus hombres atacaron la sede berlinesa del partido, fueron los efectivos de las SS al mando de Daluege los que la defendieron y rechazaron el ataque. Hitler promocionó a Daluege y Heinrich Himmler al rango de SS-Obergruppenführer, con Daluege como líder de las SS del norte de Alemania, mientras que Himmler —comandante en jefe de la Schutzstaffel— controlaba las unidades de las SS del sur, con sede en Múnich. En 1932 Daluege se convirtió en diputado en el parlamento estatal prusiano, y en noviembre de ese año fue elegido diputado del Reichstag por el distrito electoral de Berlín Este. Al mismo tiempo, Hermann Göring trasladó a Daluege al Ministerio del Interior prusiano, donde se hizo cargo de la policía uniformada de la región con el rango de General der Polizei. Todo ello le confirió a Daluege un gran poder y autonomía, especialmente respecto a la jefatura de las SS en Múnich, donde se encontraban Himmler y su adjunto, Reinhard Heydrich. Su relativa independencia provocó las protestas de Heydrich, que en varias ocasiones se quejó de la imposibilidad de poder comunicarse telefónicamente con él. No obstante, pronto encontrarían un punto de cooperación común. Las intrigas creadas por Göring, Himmler y Heydrich en torno a Ernst Röhm propiciarían que Daluege tuviera un importante papel en la conocida como «Noche de los cuchillos largos», durante la cual Röhm y otros destacados miembros de las SA fueron asesinados entre el 30 de junio y el 2 de julio de 1934. De este modo, las SA fueron neutralizadas y se produjo un cambio en el equilibrio de poderes dentro del Partido Nazi.
La evidencia de la crueldad de Daluege fue más allá de sus intrigas contra sus antiguos camaradas de las SA y son discernibles sus observaciones sobre cualquier persona a la que él considerase una amenaza para la sociedad. En una ocasión llegó a argumentar que «aquellos que conscientemente son enemigos asociales del pueblo —Volksfeinde— deben ser eliminados por la intervención del Estado, a menos que este quiera prevenir el comienzo de la degeneración moral completa». Según el historiador George Browder, Daluege se llegaría a jactar en una ocasión de que el Instituto de la Policía para la formación de detectives había sido reorganizado especialmente de acuerdo con los puntos de vista nacionalsocialistas, y que cualquier ascenso dentro de su organización estaría supeditado en buena medida a la internalización de la ideología nazi.

### Jefe de la Ordnungspolizei
En noviembre de 1934 la autoridad de Daluege sobre la policía uniformada se extendió más allá de Prusia para acabar abarcando toda Alemania. A partir de entonces mandaría sobre todas las policías municipales, la gendarmería rural, la policía de tráfico, la guardia costera, la policía ferroviaria, el servicio de protección de correos, las brigadas de bomberos, los servicios antiaéreos, el servicio técnico de emergencia, la policía de radiodifusión, la policía de protección de fábricas, y la policía de comercio.

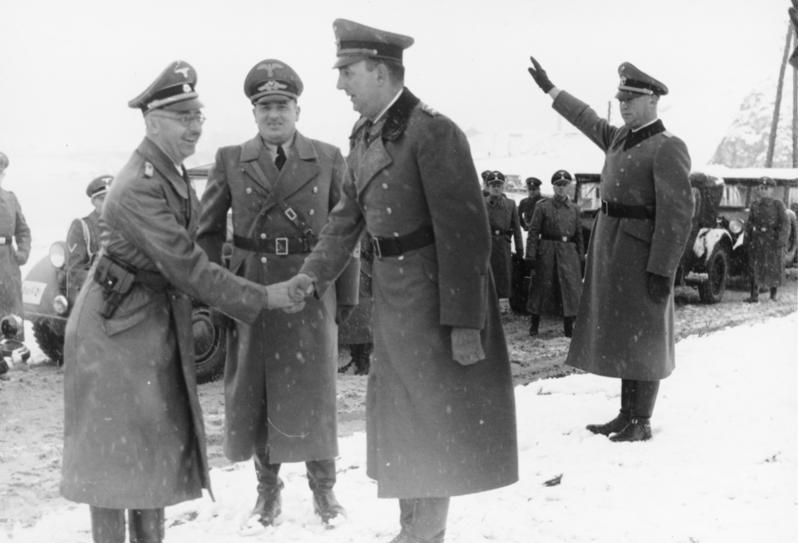
Daluege (derecha) estrechándole la mano a Heinrich Himmler, en 1939. Hans Frank se encuentra al fondo, entre Himmler y Daluege.

En 1936, todas las fuerzas de policía alemanas fueron reorganizadas, y todas las funciones que anteriormente habían ejercido las fuerzas policiales de cada Estado federado fueron reasignadas al control nominal del Reichsministerium des Innern, aunque el control real recayó en las SS de Himmler. Para sacar el máximo partido de su experiencia en la policía y coincidiendo con su nombramiento, Daluege escribió y publicó un libro titulado Nationalsozialistischer Kampf gegen das Verbrechertum —Lucha nacionalsocialista contra la Criminalidad—. Ese mismo año, Himmler nombró a Daluege jefe de la Ordnungspolizei (OrPo), lo que le dio el control administrativo, aunque no la autoridad ejecutiva, de la mayor parte de la policía uniformada de la Alemania nazi. Estuvo al frente de la OrPo hasta 1943, alcanzando el rango de SS-Oberst-Gruppenführer und Generaloberst der Polizei. Para agosto de 1939 el tamaño de la OrPo bajo el control de Daluege había crecido hasta alcanzar los 120 000 efectivos bajo sus órdenes. La brutalidad de Daluege quedó patente cuando la jefatura de la Ordnungspolizei emitió un informe con fecha del 5 de septiembre de 1939, en el que señalaba que los «francotiradores» polacos debían ser ahorcados como medida ejemplarizante que debía ir dirigida al resto de población polaca.
En 1941, ya comenzada la contienda, Daluege asistió a un fusilamiento en masa de 4435 judíos por parte del 307.º Batallón de Policía, cerca de Brest-Litowsk —en la Polonia ocupada—, y posteriormente asistió a otro fusilamiento en masa de judíos cerca de Minsk, en la Bielorrusia ocupada. Además, en octubre de ese mismo año, firmó órdenes de deportación para los judíos de Alemania, de Austria y del Protectorado de Bohemia y Moravia hacia Riga y Minsk. Daluege también tomó parte en la dirección bélica y en los planes nazis de limpieza étnica. El 11 de junio de 1941 asistió a una conferencia organizada en Wewelsburg por Heinrich Himmler para hablar sobre los preparativos de la Operación Barbarroja —la invasión de la Unión Soviética— y el previsto exterminio de treinta millones de personas en la Europa oriental. El 7 de julio de 1942 asistió a otra conferencia organizada por Himmler para discutir sobre una prolongación de la Operación Reinhard, el plan secreto nazi para el asesinato en masa de los judíos polacos del Gobierno General, así como de otros asuntos que estaban relacionados con las SS y la policía.

### Bohemia y Moravia

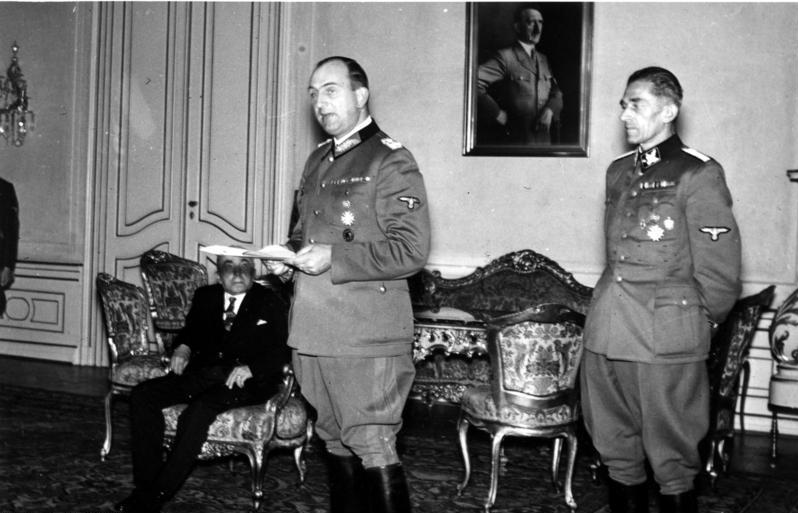
Daluege junto a Karl Hermann Frank en Praga, septiembre de 1942.

En 1942 Daluege se convirtió en Protector Adjunto de Bohemia y Moravia —Reichsprotektor—, tras el asesinato de su antecesor en el cargo, Reinhard Heydrich. La tarde del 30 de mayo recibió órdenes telefónicas para que asumiera temporalmente los poderes de Heydrich. Aunque Konstantin von Neurath continuaba siendo nominalmente el Reichsprotektor, en la práctica había sido despojado de su autoridad en 1941, por lo que Daluege actuó a todos los efectos como «Protector». Temiendo que el asesinato de Heydrich fuera el inicio de una sublevación general en todo el protectorado, Daluege organizó una operación policial a gran escala. En junio, junto con Karl Hermann Frank y otros oficiales de las SS, ordenó que las localidades checoslovacas de Lídice y Ležáky fueran completamente arrasadas en represalia por la muerte de Heydrich. Todos los hombres de ambas poblaciones fueron ejecutados in situ, mientras que las mujeres y niños fueron deportados a los campos de concentración nazis y posteriormente asesinados. Durante algunas semanas más la represión se extendió por el resto del Protectorado de Bohemia y Moravia, y provocó la detención de varios miles de sospechosos.

### Últimos años y posguerra
En mayo de 1943, Daluege quedó muy afectado tras un infarto de miocardio masivo. Unos meses después, en agosto, fue relevado de todos sus responsabilidades diarias y pasó el resto de la guerra viviendo en una propiedad de Pomerania occidental que le había sido entregada por Hitler, sin volver a ocupar ningún puesto o cargo.
En mayo de 1945 fue arrestado por las tropas británicas en Lübeck e internado en un campo de prisioneros de Luxemburgo, y posteriormente trasladado a Núremberg, donde fue acusado como uno de los principales criminales de guerra. En septiembre de 1946, después de haber sido extraditado a Checoslovaquia, fue juzgado por los numerosos crímenes de guerra que perpetró en el Protectorado. Durante su juicio, Daluege se mostró arrepentido, declarando que él era querido por «tres millones de policías», que solo seguía las órdenes de Hitler y señalando que tenía la conciencia tranquila. Fue hallado culpable de todos los cargos y sentenciado a muerte el 23 de octubre de 1946. La sentencia no tardó en ser llevada a cabo: Daluege fue ahorcado al día siguiente —24 de octubre— en la Prisión de Pankrác de Praga.

## Vida privada
El 16 de octubre de 1926, Daluege contrajo matrimonio con Käthe Schwarz, que más adelante se convertiría en miembro del Partido Nazi (militante n.º 118 363). En 1937, Daluege y su mujer adoptaron un hijo. Posteriormente, la esposa de Daluege tuvo tres hijos biológicos: dos niños nacidos en 1938 y 1940, y una niña nacida en 1942.

## Condecoraciones
- Cruz de Hierro 2.ª Clase (1918)[32]
- Medalla de herido (1918)[32]
- Anillo de honor de las SS (1933)[32]
- Placa Dorada del Partido (1934)[32]
- Medalla del Anschluss (1938)[32]
- Orden de la Corona de Italia (1938)[32]
- Medalla de los Sudetes (1939)[32]
- Cruz Alemana en plata (1942)[32]

### Pie de página
1. 1 2 3  Stackelberg, 2007, p. 189.
2. 1 2  Wistrich, 2001, p. 35.
3. ↑  Miller, 2006, p. 216.
4. ↑  Miller, 2006, pp. 216, 224.
5. 1 2 3  Gerwarth, 2011, p. 65.
6. 1 2  Longerich, 2012, p. 133.
7. 1 2  Miller, 2006, p. 215.
8. ↑  Read, 2005, pp. 154-155.
9. ↑  Longerich, 2012, pp. 133-134.
10. ↑  Koehl, 2004, p. 55.
11. ↑  Gerwarth, 2011, pp. 64-65.
12. 1 2  Zentner y Bedürftig, 1991, p. 180.
13. ↑  Höhne, 2001, pp. 93-131.
14. ↑  Rabinbach y Gilman, 2013, p. 335.
15. ↑  Browder, 1996, pp. 99-100.
16. ↑  Weale, 2012, p. 86.
17. ↑  Weale, 2012, p. 133.
18. ↑  Longerich, 2012, p. 204.
19. ↑  Longerich, 2012, p. 240.
20. ↑  Bracher, 1970, p. 353.
21. 1 2  Westermann, 1994, p. 643.
22. ↑  Miller, 2006, pp. 219, 221, 223.
23. ↑  Gerwarth, 2011, pp. 187-188.
24. 1 2 3 4  Miller, 2006, p. 223.
25. ↑  Snyder, 1976, p. 61.
26. ↑  Bracher, 1970, p. 347.
27. 1 2  Gerwarth, 2011, p. 12.
28. ↑  Craig, 2005, p. 189.
29. ↑  McKale, 2011, p. 104.
30. ↑  McKale, 2011, pp. 104-105.
31. 1 2  Miller, 2006, p. 225.
32. 1 2 3 4 5 6 7 8  Miller, 2006, p. 224.